# Кандел (Палатинат)
Кандел (њем. Kandel) град је у њемачкој савезној држави Рајна-Палатинат. Једно је од 31 општинског средишта округа Гермерсхајм. Према процјени из 2010. у граду је живјело 8.466 становника. Посједује регионалну шифру (AGS) 7334013.

## Географски и демографски подаци
Кандел се налази у савезној држави Рајна-Палатинат у округу Гермерсхајм. Град се налази на надморској висини од 123 метра. Површина општине износи 26,6 km². У самом граду је, према процјени из 2010. године, живјело 8.466 становника. Просјечна густина становништва износи 318 становника/km².

## Међународна сарадња
| Мјесто  | Држава               | Врста сарадње | Од    |
| ------- | -------------------- | ------------- | ----- |
| Витворт | Уједињено Краљевство | партнерство   | 1971. |
|         | Француска            | партнерство   | 1961. |
| Извор   |                      |               |       |